# Sigvard Mårtensson

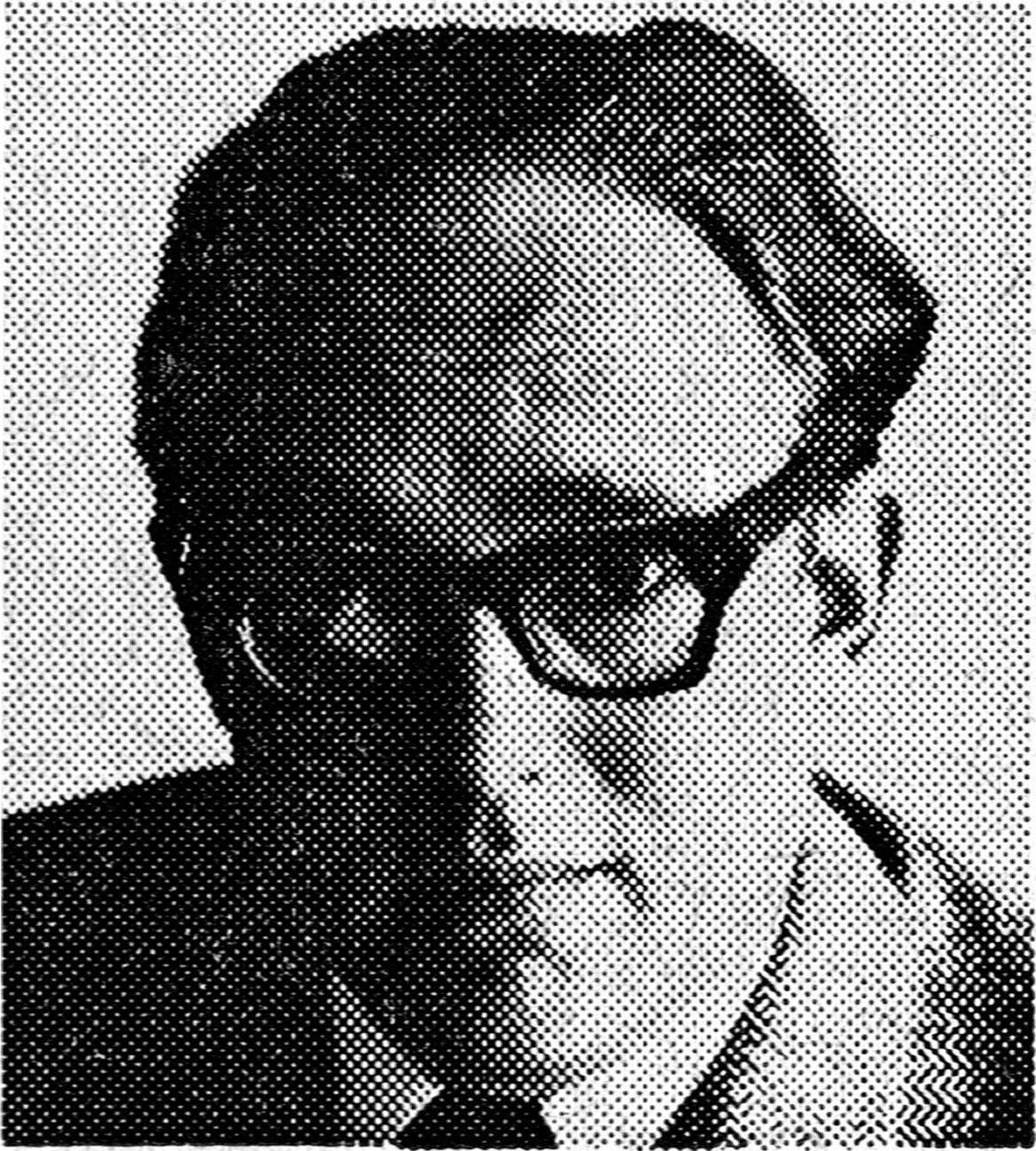
Sigvard Mårtensson, ca 1968.

Karl Sigvard Mårtensson, född 5 januari 1920 i Svedala, död 9 september 2002 i Solna, var en svensk dramatiker och radioman.
Åren 1947-1984  var Mårtensson anställd vid Sveriges radio, bland annat som chef för radioteatern 1966-1967 och 1972-1979. Han skrev även recensioner i bland annat BLM och Sydsvenska Dagbladet. 
Utöver nedan förtecknade verk finns en rad bearbetningar av pjäser för radiobruk och sannolikt fler otryckta pjäser och översättningar.

## Verk (urval)
Pjäser
- "Lyssnerska i skymning". I antologin De bästa svenska radiopjäserna. 1946 (Radiotjänst, 1947)
- I pingstens brus: teaterpjäs (Bonnier, 1947)
- Gubben på loftet: lustspel (S.L.U:s förlag, 1947)
- Söndag: pjäs i en akt (S.L.U:s förlag, 1949)
- "Huset på slätten". I antologin Svenska radiopjäser. 1950 (Sveriges radio, 1950)
- Röd kväll: pjäs i en akt (1951)
- Världens ände: pjäs i en akt (1952)
- "Bonden och gycklaren". I antologin Svenska radiopjäser. 1956 (Sveriges radio, 1956)

Övrigt
- Kvällens träd: dikter (Bonnier, 1948)
- Sommarvaka: roman (Bonnier, 1952)
- En bok om Vilhelm Moberg: en handledning till radioteaterns pjässerie spelåret 1953-1954 (Radiotjänst, 1953)
- Älskaren: roman (Bonnier, 1955)
- Vilhelm Moberg: en biografi (Bonnier, 1956)
- Eugene O'Neills dramatik: handbok till radioteaterns huvudserie spelåret 1957/58 (Radiotjänst, 1957)
- Vilhelm Moberg: en bildbiografi (Bonnier, 1963)
- Vilhelm Moberg och teatern (Carlsson, 1992)

Översättningar
- Friedrich Hebbel: Maria Magdalena (Maria Magdalene) (Radiotjänst, 1956)
- George Orwell: Djurfarmen : en saga (Animal farm) (otryckt översättning av Nils Holmberg och Sigvard Mårtensson för Sveriges Radio 1958)

## Priser
- Albert Bonniers stipendiefond för yngre och nyare författare 1953
- Boklotteriets stipendiater 1955